# Puršija
Puršija (lat. Purshia), biljni rod grmova i drveća iz porodice ružovki rasprostranjen po Sjevernoj Americi, od Britanske Kolumbije na sjeveru do Meksika na jugu.
Rod je dobio ime po njemačko-američkom botaničaru Fredericku Purshu

## Vrste
1. Purshia ericifolia (Torr. ex A.Gray) Henrard
2. Purshia glandulosa Curran
3. Purshia mexicana (D.Don) S.L.Welsh
4. Purshia plicata (D.Don) Henrard
5. Purshia stansburiana (Torr.) Henrard
6. Purshia subintegra (Kearney) Henrard
7. Purshia tridentata (Pursh) DC.

## Sinonimi
- Cowania D.Don ex Tilloch & Taylor; Trans. Linn. Soc. 14: 574, t. 22 (1825)
- Greggia Engelm.; Wisliz. Tour N. Mexic. 114 (1848)
- Kunzia Spreng.; Syst. 2: 475 (1825)
- Tigarea Pursh; Fl. Am. Sept. 1: 333, t. 15 (1813)